# 312P/NEAT
La comète NEAT, officiellement 312P/NEAT, est une comète périodique du système solaire, découverte le 18 août 2001 par le programme NEAT.